# Jaroslav Soukup
Jaroslav Soukup (Jičín, 12 juli 1982) is een voormalige Tsjechische biatleet. Hij vertegenwoordigde zijn vaderland op de Olympische Winterspelen 2010 in Vancouver.

## Carrière
Soukup maakte zijn wereldbekerdebuut in januari 2004 in Pokljuka, meer dan twee jaar later scoorde hij in Oslo zijn eerste wereldbekerpunten. In januari 2010 behaalde de Tsjech in Antholz zijn eerste toptienklassering in een wereldbekerwedstrijd. In december 2011 stond hij in Östersund voor de eerste keer in zijn carrière op het podium van een wereldbekerwedstrijd.
Soukup nam in zijn carrière zes keer deel aan de wereldkampioenschappen biatlon. Zijn beste resultaat was een bronzen medaille op de 20 kilometer individueel tijdens de wereldkampioenschappen van 2012 in Ruhpolding.
Tijdens de Olympische Winterspelen van 2010 in Vancouver was de dertigste plaats op de 20 kilometer individueel Soukup's beste individuele resultaat. Samen met Zdeněk Vítek, Roman Dostál en Michal Šlesingr eindigde hij als zevende op de 4x7,5 kilometer estafette.
Tijdens de Olympische Winterspelen van 2014 in Sotsji won Soukup de bronzen medaille bij de 10 kilometer sprint.

## Resultaten

### Olympische Spelen
| Jaar | Plaats    | Resultaten                                                                             |
| ---- | --------- | -------------------------------------------------------------------------------------- |
| 2010 | Vancouver | 30e 20 km individueel 52e 10 km sprint 51e 12,5 km achtervolging 7e 4x7,5 km estafette |
| 2014 | Sotsji    | 10 km sprint                                                                           |

### Wereldkampioenschappen
| Jaar | Plaats           | Resultaten |
| ---- | ---------------- | --- |
| 2007 | Antholz          | 53e 20 km individueel 32e 10 km sprint 33e 12,5 km achtervolging                                                |
| 2008 | Östersund        | 58e 10 km sprint 49e 12,5 km achtervolging 7e 4x7,5 km estafette 12e Gemengde estafette                         |
| 2009 | Pyeongchang      | 11e 20 km individueel 37e 10 km sprint 47e 12,5 km achtervolging 10e 4x7,5 km estafette                         |
| 2010 | Chanty-Mansiejsk | 7e Gemengde estafette                                                                                           |
| 2011 | Chanty-Mansiejsk | 79e 20 km individueel 76e 10 km sprint 10e 4x7,5 km estafette                                                   |
| 2012 | Ruhpolding       | 20 km individueel · 43e 10 km sprint · 21e 12,5 km achtervolging · 11e 15 km massastart · 9e 4x7,5 km estafette |

### Wereldbeker
Eindklasseringen
| Seizoen   | Algemeen | Individueel | Sprint | Achtervolging | Massastart |
| --------- | -------- | ----------- | ------ | ------------- | ---------- |
| 2005/2006 | 73e      | -           | -      | 62e           | -          |
| 2006/2007 | 61e      | -           | 40e    | 51e           | -          |
| 2007/2008 | 54e      | 43e         | 46e    | 62e           | -          |
| 2008/2009 | 43e      | 45e         | 44e    | 28e           | -          |
| 2009/2010 | 37e      | 20e         | 46e    | 39e           | 39e        |
| 2010/2011 | 44e      | 25e         | 49e    | 42e           | 42e        |
| 2011/2012 | 25e      | 5e          | 45e    | 26e           | 14e        |
| 2012/2013 | 56e      | 68e         | 49e    | 58e           | -          |
| 2013/2014 | 31e      | 27e         | 36e    | 30e           | 27e        |
| 2014/2015 | 41e      | 51e         | 37e    | 47e           | 49e        |